# Пайпино
Пайпино — река в России, протекает в Вохомском районе Костромской области. Устье реки находится в 56 км по правому берегу реки Вохма. Длина реки составляет 11 км.
Исток реки находится западнее деревни Дымково в 6 км к северо-западу от посёлка Вохма. Река течёт на юго-восток. На берегах реки расположены деревни Дымково, Корипино, Обухово, Кривцово, Выползово, Козариха. Крупных притоков нет. Впадает в Вохму выше деревни Бабья, в 12 км к северо-востоку от посёлка Вохма.

## Данные водного реестра
По данным государственного водного реестра России относится к Верхневолжскому бассейновому округу, водохозяйственный участок реки — Ветлуга от истока до города Ветлуга, речной подбассейн реки — Волга от впадения Оки до Куйбышевского водохранилища (без бассейна Суры). Речной бассейн реки — (Верхняя) Волга до Куйбышевского водохранилища (без бассейна Оки).
По данным геоинформационной системы водохозяйственного районирования территории РФ, подготовленной Федеральным агентством водных ресурсов:
- Код водного объекта в государственном водном реестре — 08010400112110000041301
- Код по гидрологической изученности (ГИ) — 110004130
- Код бассейна — 08.01.04.001
- Номер тома по ГИ — 10
- Выпуск по ГИ — 0